# ストーンド・ソウル・ピクニック
「ストーンド・ソウル・ピクニック」（Stoned Soul Picnic）は、ローラ・ニーロが1968年に発表した楽曲。同年、フィフス・ディメンションがカバーして全米チャート3位を記録した。

## 概要
1968年3月13日発売のセカンド・アルバム『イーライと13番目の懺悔』に収録された。同アルバムの2002年リマスター盤に本作品のデモ・バージョンが収録されている。
同年6月、フィフス・ディメンションがシングルA面曲として発表。彼らに「ストーンド・ソウル・ピクニック」をすすめたのはプロデューサーのボーンズ・ハウだった。ハウとニーロは友人同士であった。
彼らのバージョンは7月27日から8月10日にかけてビルボード・Hot 100で3週連続3位を記録した。ビルボードのR&Bチャートにおいては2位を記録し、プラチナディスクに輝いた。
繰り返される「surry」という単語はニーロの造語である。

## その他のバージョン
- ロイ・エアーズ - 1968年のアルバム『Stoned Soul Picnic』に収録。ヴィブラフォン奏者のエアーズによるインストゥルメンタル・バージョンである。
- ジュリー・ロンドン - 1969年のアルバム『Yummy, Yummy, Yummy』に収録。
- スプリームス&フォー・トップス - 1970年のアルバム『The Magnificent 7』に収録。
- アニー・ロス - 1971年のアルバム『You and Me Baby』に収録。
- ウッドペッカー - 1972年のアルバム『俺のせいではないさ』に収録。
- テレサ・カルピオ - 1977年のアルバム『Teresa Carpio』に収録。
- スウィング・アウト・シスター - 1997年のアルバム『Shapes and Patterns』に収録。
- ザ・ステイプル・シンガーズ - 1998年のコンピレーション・アルバム『5000 Volts of Stax』に収録[7]。
- マーク・ウィンクラー - 2013年のアルバム『The Laura Nyro Project』に収録。